# Astrobiologi
Astrobiologi er det multidisciplinære felt der undersøger de deterministiske betingelser og kontingente hændelser hvorunder liv opstår, distribueres og udvikles i universet.

## Arbejdsfelt
I denne forskningsgren undersøger man grænser for liv under ekstreme forhold her på Jorden som f.eks. i vulkaner, dybt inde i grundfjeldet, i lufttomme rum, i høje koncentrationer af giftige stoffer eller ekstreme reaktionstal. Resultater derfra bliver sammenlignet med de vilkår, der findes på planeter som Mars, Venus, Jupiters måner (især Europa og Io) eller Jordens egen måne. NASA har sin egen astrobiologiske afdeling, som arbejder ud fra den hypotese, at liv muligvis kan eksistere på et eller flere af disse himmellegemer. Saturnmånen Titan undersøges meget nøje, for den har med sin atmosfære af kvælstof og metan mange fællestræk med den helt unge Jord.
Desuden undersøger astrobiologerne meteoritter for spor af fossiler. I 1990 fandt man organiske kulstofrester i en meteorit fra Mars, der kunne tydes som spor efter éncellede organismer (svarende til bakterier). Senere er der dog rejst begrundet tvivl om holdbarheden af de fortolkninger, der ligger bag påstanden.

## Minimumbetingelser for liv på en planet
Følgende betingelser regnes almindeligvis som nødvendige for livets opståen:
- Planeten skal have tilgængelige mængder af flydende vand, ilt og kulstof (eller alternativt: silicium).
- Planetbanen skal være stabil (for at livet kan få ro til at udvikles).
- Planetens stjerne(r) skal afgive stabil stråling.

Det kan ikke udelukkes, at der kan opstå liv under andre betingelser, men det er meget tvivlsomt.

## Muligheder for liv på Mars
Det er muligt, at der har været liv på Mars (planet), for der har sandsynligvis været flydende vand på planeten. Det er også muligt, at der fortsat kan findes spor af liv deroppe.
Forskere har tidligere hævdet, at meteoritten Allan Hills 84001 indeholder spor efter forstenede mikroorganismer, der har sit udspring fra Mars. Det er i dag omtvistet om fundene i meteoritten kan tolkes som spor efter liv på Mars.

## Muligheder for liv påEuropa
Det er muligt, at der findes liv på denne Jupitermåne, for den er helt omsluttet af et hav, der er dækket af is. Man kender endnu ikke tykkelsen af islaget, men man gætter på flere kilometer. Man antager, at livet kan benytte sig af varme svovlkilder på bunden af havet lige som de organismer, der lever ved tilsvarende kilder på bunden af Jordens oceaner.

## Muligheder for liv på planeter omkring Gliese 581
Planeten Gliese 581 c, der er i kredsløb om stjernen Gliese 581 blev tidligere anset som det bedste bud på en planet, hvor betingelserne for liv som vi kender det fra jorden kan være tilstede. Gliese 581 c er en exoplanet, der antages at have en radius, som kun er 50% større end jordens. Den blev opdaget med ESOs 3,6-m. teleskop i 2007. Dens masse er ca. 5 gange større end jordens, og den cirkler om sin stjerne, den røde dværg Gliese 581, på ca. 13 dage, i en afstand af ca. 11 mio. km. Da Gliese 581 er både mindre og koldere end vores egen sol, var astronomer tidligere af den opfatelse, at Gliese 581 c befandt sig i livszonen omkring Gliese 581, hvor temperaturen på overfladen af en planet muliggør flydende vand.  De fleste astronomer mener imidlertid i dag, at Gliese 581 c befinder sig på kanten af, eller lige uden for, livszonen, og at det derfor er mindre sandsynligt, at de de forventede betingelser for liv på planeten er opfyldt.
Siden fundet af Gliese 581 c er yderligere fundet Gliese 581 d der ligger i stjernens livszone, ligesom forskere hævder at have identificeret Gliese 581 g, også beliggende i livszonen. Begge exoplaneter har en størrelse og beliggende, der potentielt giver mulighed for liv til at udvikle sig.

## Uden for Solsystemet
For tiden kan man ikke afgøre direkte, om der findes liv uden for vores eget solsystem. Opdagelsen af planeter, der kredser om andre stjerner giver grundlag for at undersøge deres atmosfære ved hjælp af spektrometre. På den måde vil man kunne udtale sig mere præcist om chancerne for liv derude. Det er dog uden for rækkevidden af de måleinstrumenter, der findes i dag. På samme måde er ikke muligt i dag at foretage Interstellare rejser; kun Interplanetare rejser i vores solsystem er mulige.

## SETI
Der er et projekt i gang, som undersøger radiobølger for deres mulige indhold af meddelelser. Det drejer sig om det såkaldte SETI-projekt (Search for Extra-Terrestrial Intelligence), hvor man afsøger himmelrummet for radiosignaler og benytter ledig computerkapacitet over hele kloden til filtrering af de enorme mængder data.

## Målsætning
Målet for astrobiologien er at klarlægge oprindelsen til livet på Jorden, at fastslå mulighederne for liv uden for Jorden og at forudsige livets fremtid på Jorden og uden for den.
Endemålet er at etablere menneskeligt liv uden for Jorden, hvis det er muligt. I øjeblikket ligger dette arbejde dog stille, for ingen vover at gentage de fejl der blev begået under "erobringen af nye kontinenter". Man frygter at indslæbte, jordiske organismer skal slå de indfødte organismer ihjel, eller omvendt at jorden skal blive oversvømmet med fremmede organismer. Der er desuden etiske betænkeligheder ved, om mennesker skal have lov til at udnytte f.eks. den naturlige skønhed i asteroidebæltet.